# Rudolf Douala Manga Bell
Rudolf Douala Manga Bell (Douala, 1873 – 8 agosto 1914) è stato un politico camerunese, membro della dinastia Bell e uno dei leader dei Duala.
Successe a suo padre Auguste Manga Ndoumbe Bell nel 1908 durante il periodo coloniale tedesco in Kamerun. È considerato un eroe nazionale camerunese, a capo della resistenza contro l'occupazione tedesca. Venne impiccato nel 1914 con l'accusa di alto tradimento.

## Biografia
Nacque nel 1873, figlio maggiore del re Manga Ndumb'a e nipote di Re Bell, firmatario del trattato di un protettorato con la Germania. Frequentò la scuola governativa tedesca prima di essere mandato in Germania nel 1891 per cinque anni, affidato alla famiglia Österle di Aalen. Durante questo periodo imparò il tedesco.
Nel 1897 tornò in Camerun e sposò Emily Engome Dayas, Nel 1902 si recò in Germania incontrando a Berlino Oscar Wilhelm Stübel, direttore del dipartimento coloniale dell'ufficio affari esteri. Fu con lui che imparò in profondità la struttura amministrativa coloniale tedesca. 
Il 19 giugno 1905, scrisse una lettera aperta al Reichstag tedesco insieme al re Akwa Bonambela e ad altri 26 personalità camerunesi. All'interno della lettera si lamentò per le azioni del governatore Jesko von Puttkamer: gli espropri, le demolizioni di case senza alcun permesso, l'imposizione del lavoro forzato senza retribuzione, le detenzioni arbitrarie, le sanzioni eccessive ed il trattamento degradante dei camerunesi. La lettera fu accolta in Germania con stupore e incredulità, ma ottenne più sorrisi che approvazione. Nel 1907 cambiò il governatore e Theodore Seitz iniziò il suo mandato a Buéa; il suo atteggiamento rispetto alle "questioni dei nativi" fu simile a quello del segretario di Stato Bernhard Dernburg. Nel 1910 Friedrich von Lindequist rilevò la gestione dell'amministrazione coloniale tedesca: Seitz venne trasferito in Africa sudoccidentale tedesca e fu sostituito dal razzista Otto Gleim. 
Con Otto Gleim furono realizzati i piani per espellere i Douala dalla loro area residenziale sul fiume Camerun senza un adeguato compenso. Furono bruciate le loro case per fare largo alla costruzione di fabbriche e vennero realizzate delle zone residenziali separate tra bianchi e neri. 
Rudolf Manga Bell reagì con petizioni al Governatorato e al Reichstag, contattò l'opposizione tedesca e le missioni cristiane e coinvolse un avvocato di Berlino per il caso specifico. La stampa tedesca riferì che re Bell inviò una "domanda di aiuto" a Francia e Gran Bretagna, ma questo fatto ancora oggi non è stato dimostrato. Nel 1914 re Rudolf Manga Bell, nonostante fosse intervenuto contro la Germania tramite azioni legali pacifiche e senza abusi, venne accusato di "alto tradimento" e condannato a "morte per impiccagione". Venne giustiziato l'8 agosto 1914 a Douala insieme al suo segretario Ngoso Din. Le sue ultime parole furono "Il sangue innocente pende su di te. Invano mi uccidi. Ma il risultato sarà il più grande".
L'11 aprile 2018, l'assemblea distrettuale del distretto Berlino-Mitte annunciò che la Nachtigalplatz venne dedicata alla memoria di Emily e Rudolf Douala Manga Bell, in precedenza dedicata al nome e alla memoria dell'esploratore coloniale Gustav Nachtigal.